# 1767
Перша наукова революція •  Просвітництво • Глухівський період в історії Гетьманщини •  Російська імперія

## Геополітична ситуація
Султаном Османської імперії є Мустафа III (до 1774). Під владою османів перебувають Близький Схід та Єгипет, Середземноморське узбережжя Північної Африки, частина Закавказзя, значні території в Європі: Греція, Болгарія і Сербія. Васалами османів є Волощина та Молдова.
Священна Римська імперія охоплює, крім німецьких земель, Угорщину з Хорватією, Трансильванію, Богемію, Північну Італію, Австрійські Нідерланди. Її імператор — Йосиф II (до 1790). Марія-Терезія має титул королеви Угорщини. Королем Пруссії є Фрідріх II (до 1786).
У Франції править Людовик XV (до 1774). Франція має колонії в Північній Америці та Індії. В Іспанії — Карл III (до 1788). Королівству Іспанія належать південь Італії, Нова Іспанія, Нова Гранада та Віцекоролівство Перу в Америці, Філіппіни. У Португалії королює Жозе I (до 1777). Португалія має володіння в Бразилії, в Африці, в Індії, в Індійському океані й Індонезії.
На троні Великої Британії сидить Георг III (до 1820). Британія має колонії в Північній Америці, на Карибах та в Індії. Північ Нідерландів займає Республіка Об'єднаних провінцій. Вона має колонії в Північній Америці, Індонезії, на Формозі та на Цейлоні. Король Данії та Норвегії — Кристіан VII (до 1808), який змінив Фредеріка V, на шведському троні сидить Адольф Фредерік (до 1771). На Апеннінському півострові незалежні Венеціанська республіка та Папська область. Король Речі Посполитої — Станіслав Август Понятовський (до 1795). У Російській імперії править Катерина II (до 1796).
Україну розділено по Дніпру між Річчю Посполитою та Російською імперією. Лівобережна частина розділена на Малоросійську, Новоросійську та Слобідсько-Українську губернії. Нова Січ є пристановищем козаків. Існує Кримське ханство, якому підвладна Ногайська орда.
В Ірані фактично править династія Зандів при номінальному правлінні сефевіда Ісмаїла III.
Значними державами Індостану є Імперія Великих Моголів, Імперія Маратха. Зростає могутність Британської Ост-Індійської компанії. У Китаї править Династія Цін. У Японії триває період Едо.

## Події

### В Україні
- Почалося Кліщинське повстання.
- У Ніжині українська шляхта відмовилася обирати призначеного кандидата.

### У світі
- 27 лютого іспанський король Карл III декретом видворив єзуїтів з усієї іспанської імперії.
- 24 березня Іспанія взяла під свій контроль Фолклендські острови.
- 7 квітня війська бірманської династії Конбаун захопили столицю Аюттхаї і поклали край 400-річній історії цієї сіамської держави.
- Самуель Волліс першим із європейців висадився на Таїті.
- 7 жовтня Фредерік Норт став канцлером скарбниці Великої Британії.
- 17 жовтня Стефана Малого, який видавав себе за Петра III, проголошено царем Чорногорії.
- 24 жовтня король Франції Людовик XV скасував антиєврейський закон від 1661 року. Євреям дозволено вести оптову торгівлю й торгувати дорогоцінностями.
- 28 жовтня на зборах бостонських купців оголошено бойкот 38 британським товарам, оголошено лозунг «Купуй американське!»
- 3 листопада неаполітанський король Фердинанд IV підтримав свого батька, короля Іспанії Карла III, й видворив єзуїтів.
- 19 листопада у Речі Посполитій під наглядом російських військ відкрився сейм, що отримав назву сейма Репніна, оскільки проходив під диктовку російського посла.
- 28 грудня незначний провінційний чиновник Таксин оголосив себе королем Таїланду й очолив повстання проти бірманців.

### Наука та культура

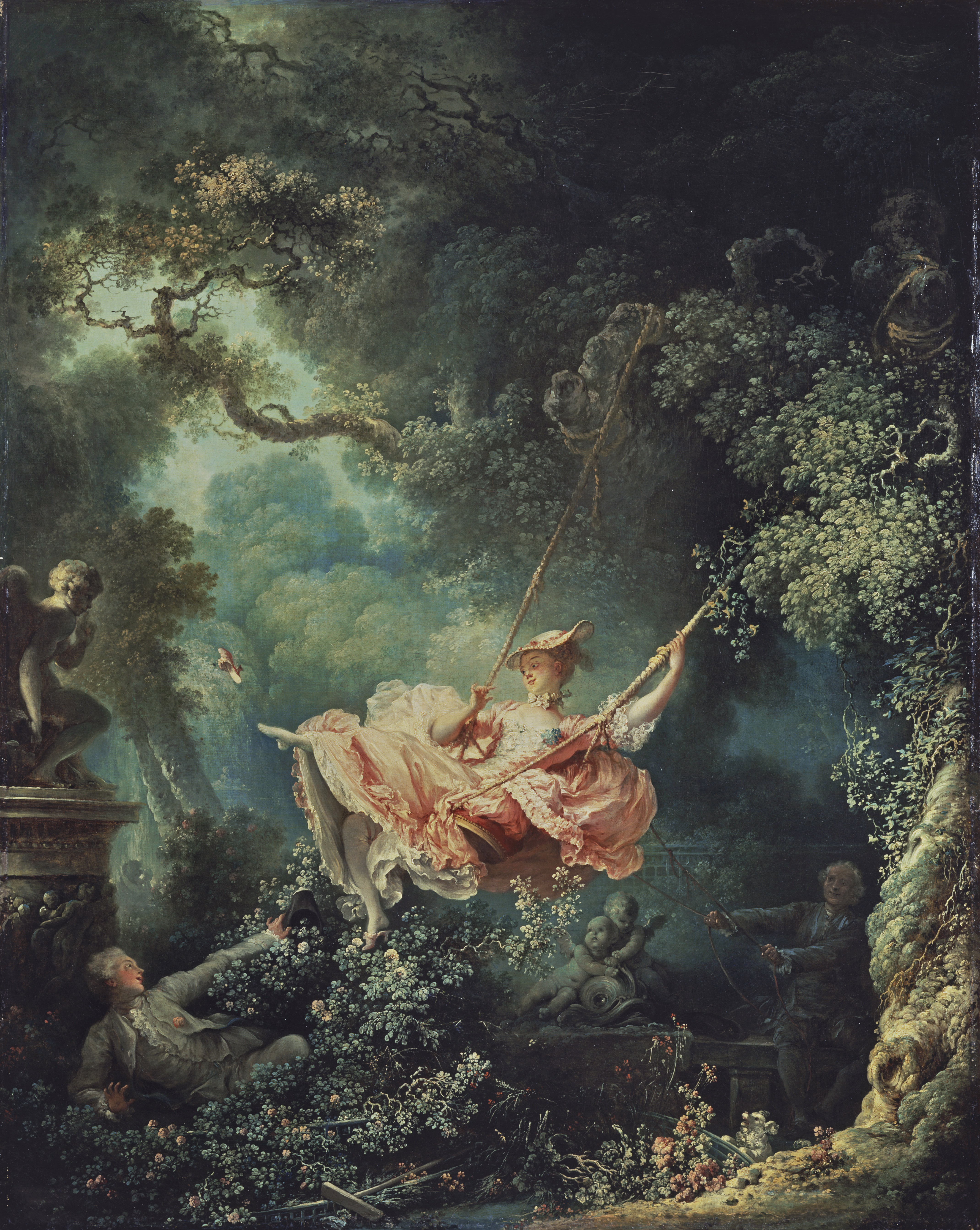
Фрагонар. Гойдалка

- Доктор Вільям Вотсон провів перший контрольований експеримент в медицині, розділивши пацієнтів на групи, одна з яких була контрольною.
- Джозеф Прістлі відкрив спосіб виробництва газованої води.
- Орас Бенедикт де Соссюр сконструював першу сонячну піч.
- Медаль Коплі отримав натураліст Джон Елліс.
- Опубліковано дев'ятий том роману Лоренса Стерна «Життя і думки Трістрама Шенді, джентльмена».
- Джозеф Прістлі опублікував книгу «Історія та сучасний стан електрики».
- Жан-Оноре Фраґонар намалював картину «Гойдалка».

### Засновані
- Найдавніша норвезька газета «Адрессеавісен»

### Зникли
- Королівство Аюттхая
- Графство Гогенцоллерн-Гайгерлох
- Індіанське плем'я тімукуа.

## Народились
див. також Категорія:Народились 1767
- Ведель Артем Лук'янович, український композитор, диригент, співак, скрипаль. (пом. 1808)
- 15 березня — Ендрю Джексон, 7-й президент США (1828—1836)
- 25 березня — Йоахім Мюрат, французький політичний і військовий діяч, учасник революційних і наполеонівських воєн, маршал Франції (1804), король Неаполітанський (з 1808 р.)
- 22 червня — Вільгельм фон Гумбольдт, німецький філософ, філолог, засновник Берлінського університету
- 25 серпня — Луї Антуан Сен-Жюст, французький революціонер, один з лідерів якобинців, комісар Конвенту.

## Померли
- 25 червня — Георг Філіп Телеман, німецький композитор епохи бароко, органіст, капельмейстер.

див. також Категорія:Померли 1767